# Liste des forêts nationales aux États-Unis

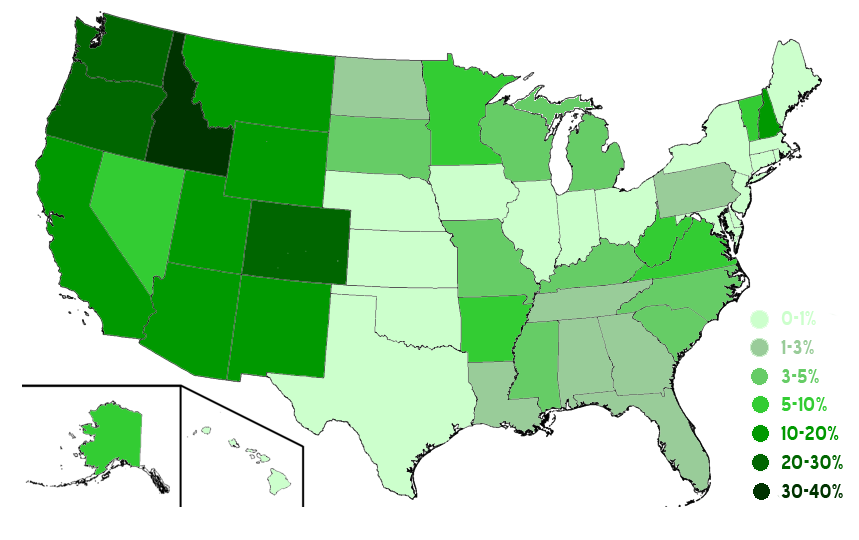
Plus de 80 % des 780000 km2 du territoire administré par le National Forest Service se trouve dans les États de l'Ouest. Cette carte montre la part des terres du NFS par rapport au total des terres de chaque État.

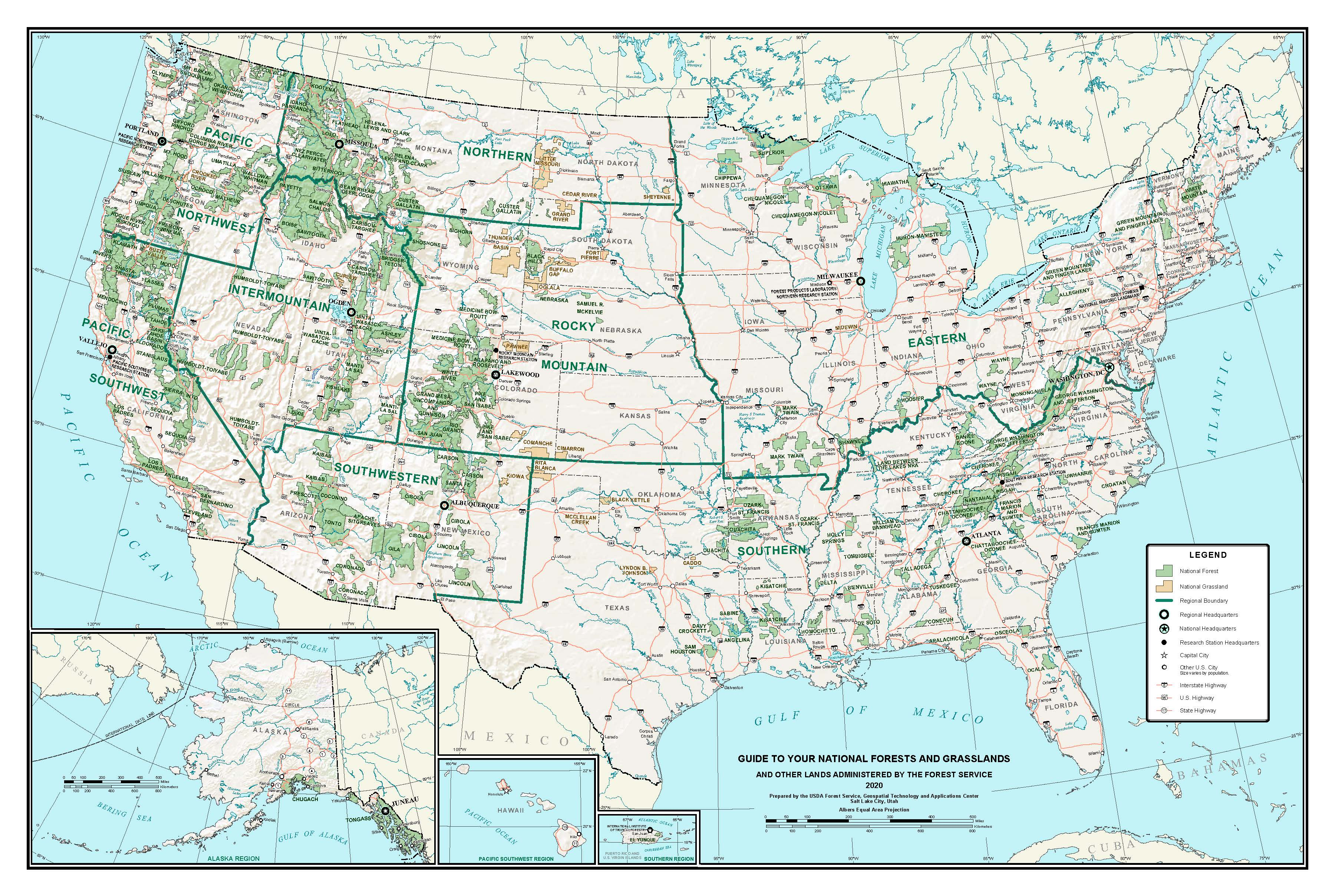
Carte détaillée des forêts nationales aux États-Unis

Ceci est la liste des forêts nationales aux États-Unis.

## Liste parÉtat

### Alabama
- Forêt nationale de Conecuh
- Forêt nationale de Talladega
- Forêt nationale de Tuskegee
- Forêt nationale de William B. Bankhead

### Alaska
- Forêt nationale de Chugach
- Forêt nationale de Tongass

### Arizona
- Forêt nationale d'Apache-Sitgreaves
- Forêt nationale de Coconino
- Forêt nationale de Coronado
- Forêt nationale de Kaibab
- Forêt nationale de Prescott
- Forêt nationale de Tonto

### Arkansas
- Forêt nationale d'Ouachita
- Forêt nationale d'Ozark-St. Francis

### Californie
- Forêt nationale d'Angeles
- Forêt nationale de Cleveland
- Forêt nationale d'Eldorado
- Forêt nationale d'Inyo
- Forêt nationale de Klamath
- Forêt Nationale de Lassen
- Lake Tahoe Basin Management Unit
- Forêt nationale de Los Padres
- Forêt nationale de Mendocino
- Forêt nationale de Modoc
- Forêt nationale de Plumas
- Forêt nationale de San Bernardino
- Forêt nationale de Sequoia
- Forêt nationale de Shasta-Trinity
- Forêt nationale de Sierra
- Forêt nationale de Six Rivers
- Forêt nationale de Stanislaus
- Forêt nationale de Tahoe

### Caroline du Nord
- Forêt nationale de Croatan
- Forêt nationale de Nantahala
- Forêt nationale de Pisgah
- Forêt nationale d'Uwharrie

### Caroline du Sud
- Forêt nationale de Francis Marion
- Forêt nationale de Sumter
- Andrew Pickens Ranger District

### Colorado
- Forêt nationale d'Arapaho
- Forêt nationale de Grand Mes
- Forêt nationale de Gunnison
- Forêt nationale de Pike
- Forêt nationale de Rio Grande
- Forêt nationale de Roosevelt
- Forêt nationale de Medicine Bow - Routt
- Forêt nationale de San Isabel
- Forêt nationale de San Juan
- Forêt nationale d'Uncompahgre
- Forêt nationale de White River

### Dakota du Sud
- Forêt nationale des Black Hills

### Floride
- Forêt nationale d'Apalachicola[1].
- Forêt nationale de Choctawhatchee[1]
- Forêt nationale d'Ocala[1]
- Forêt nationale d'Osceola[1]

### Géorgie
- Forêt nationale d'Oconee
- Forêt nationale de Chattahoochee
- Forêt nationale de Chattahoochee-Oconee

### Idaho
- Forêt nationale de Boise
- Forêt nationale de Caribou-Targhee
- Forêt nationale de Clearwater
- Forêt nationale de Coeur d'Alene
- Forêt nationale de Kaniksu
- Forêt nationale de Nez Perce
- Forêt nationale de Payette
- Forêt nationale de Salmon-Challis
- Forêt nationale de St. Joe
- Forêt nationale de Sawtooth
- Forêts nationales de la Panhandle de l'Idaho

### Illinois
- Forêt nationale de Shawnee

### Indiana
- Forêt nationale d'Hoosier

### Kentucky
- Forêt nationale Daniel Boone
- Forêts nationales de George Washington et de Jefferson

### Louisiane
- Forêt nationale de Kisatchie

### Maine
- Forêt nationale de White Mountain

### Michigan
- Forêt nationale d'Hiawatha
- Forêts nationales d'Huron-Manistee
- Forêt nationale d'Ottawa

### Minnesota
- Forêt nationale de Chippewa
- Forêt nationale de Superior

### Mississippi
- Forêt nationale de Bienville
- Forêt nationale de Delta
- Forêt nationale de De Soto
- Forêt nationale d'Holly Springs
- Forêt nationale d'Homochitto
- Forêt nationale de Tombigee

### Missouri
- Forêt nationale de Mark Twain

### Montana
- Forêt nationale de Beaverhead-Deerlodge
- Forêt nationale de Bitterroot
- Forêt nationale de Custer
- Forêt nationale de Flathead
- Forêt nationale de Gallatin
- Forêt nationale d'Helena
- Forêt nationale de Kootenai
- Forêt nationale de Lewis et Clark
- Forêt nationale de Lolo

### Nebraska
- Forêt nationale du Nebraska
- Forêt nationale de Samuel R. McKelvie

### Nevada
- Forêt nationale de Humboldt-Toiyabe

### New Hampshire
- Forêt nationale de White Mountain

### New York
- Forêt nationale de Finger Lakes

### Nouveau-Mexique
- Forêt nationale d'Apache-Sitgreaves
- Forêt nationale de Carson
- Forêt nationale de Cibola
- Forêt nationale de Coronado
- Forêt nationale de Gila
- Forêt nationale de Lincoln
- Forêt nationale de Santa Fe

### Ohio
- Forêt nationale de Wayne

### Oklahoma
- Forêt nationale d'Ouachita

### Oregon
- Forêt nationale de Deschutes
- Forêt nationale de Fremont
- Forêt nationale de Malheur
- Forêt nationale du Mont Hood
- Forêt nationale d'Ochoco
- Forêt nationale de Rogue River-Siskiyou
- Forêt nationale de Siuslaw
- Forêt nationale d'Umatilla
- Forêt nationale d'Umpqua
- Forêt nationale de Wallowa-Whitman
- Forêt nationale de Willamette
- Forêt nationale de Winema

### Pennsylvanie
- Forêt nationale d'Allegheny

### Porto Rico
- Forêt nationale d'El Yunque

### Tennessee
- Forêt nationale de Cherokee

### Texas
- Forêt nationale d'Angelina
- Forêt nationale de Davy Crockett
- Forêt nationale de Sabine
- Forêt nationale de Sam Houston

### Utah
- Forêt nationale d'Ashley
- Forêt nationale de Dixie
- Forêt nationale de Fishlake
- Forêt nationale de Manti-La Sal
- Forêt nationale d'Uinta-Wasatch-Cache

### Vermont
- Forêt nationale de Green Mountain

### Virginie
- Forêt nationale de George Washington
- Forêt nationale de Jefferson

### Virginie-Occidentale
- Forêt nationale de George Washington
- Forêt nationale de Monongahela

### Washington
- Forêt nationale de Colville
- Forêt nationale de Gifford Pinchot
- Forêt nationale du Mont Baker-Snoqualmie
- Forêt nationale de Kaniksu
- Forêt nationale d'Okanogan
- Forêt nationale Olympique
- Forêt nationale d'Umatilla
- Forêt nationale de Wenatchee

### Wisconsin
- Forêt nationale de Chequamegon
- Forêt nationale de Nicolet

### Wyoming
- Forêt nationale d'Ashley
- Forêt nationale de Bighorn
- Forêt nationale de Bridger-Teton
- Forêt nationale de Medicine Bow - Routt
- Forêt nationale de Shoshone
- Forêt nationale de Caribou-Targhee